# Kaple svatého Kříže (Prostějov)
Kaple svatého Kříže je sakrální stavba v objektu bývalého kláštera milosrdných bratří v Prostějově.
U vznikajícího hřbitova v blízkosti kláštera Milosrdných bratří a městského špitálu byla postavena hřbitovní kaple o rozměrech 6 x 8 metrů pro zemřelé řeholníky a pacienty nemocnice (byl zde pochován např. dramatik a herec František Krumlovský). Tato barokní kaple sloužila až do roku 1985. Nejcennějším dílem je oltář s velkým křížem od řezbáře Jana Šebestíka. Pod podlahou jsou uloženy ostatky pohřbených bratří, ale i velkého množství rakouských a pruských vojáků z války v roce 1866.